# Capote (film)
Capote is een Amerikaanse biopic uit 2005 over het leven van de schrijver Truman Capote. Regisseur Bennett Miller baseerde het verhaal op dat uit de gelijknamige biografie van schrijver Gerald Clarke, dat tot filmscenario werd bewerkt door Dan Futterman.
De film werd genomineerd voor vijf Academy Awards, waarvan Philip Seymour Hoffman die voor beste hoofdrolspeler daadwerkelijk won. Daarnaast kreeg Capote meer dan vijftig andere prijzen toegekend, waaronder een Golden Globe, een BAFTA Award, een National Board of Review Award, een Satellite Award, een Screen Actors Guild Award (alle voor Hoffman) en twee Film Independent Spirit Awards (voor Hoffman en voor beste scenario).

## Verhaal
Voor wat later de inhoud van zijn op ware gebeurtenissen gebaseerde boek In Cold Blood zal blijken, reist Truman Capote (Hoffman) samen met zijn vriendin en collegaschrijfster Harper Lee (Catherine Keener) in 1959 af naar Kansas. Hij gaat er op zoek naar alle informatie in verband met een familiemoord en raakt er bevriend met Perry Smith (Clifton Collins jr.), een van de moordenaars.

## Oscarnominaties
In 2006 werd de film genomineerd voor vijf Oscars, namelijk voor:
- beste film,
- beste regisseur (Bennett Miller),
- beste acteur (Philip Seymour Hoffman),
- beste vrouwelijke bijrol (Catherine Keener) en
- beste scenario - bewerkt.

Op de uitreiking werd één nominatie verzilverd: Hoffman won de Oscar voor beste mannelijke hoofdrol voor zijn rol als Capote.

## Rolverdeling
| Acteur                 | Personage       |
| ---------------------- | --------------- |
| Philip Seymour Hoffman | Truman Capote   |
| Catherine Keener       | Harper Lee      |
| Clifton Collins jr.    | Perry Smith     |
| Chris Cooper           | Alvin Dewey     |
| Bruce Greenwood        | Jack Dunphy     |
| Bob Balaban            | William Shawn   |
| Amy Ryan               | Marie Dewey     |
| Mark Pellegrino        | Richard Hickock |
| Allie Mickelson        | Laura Kinney    |